# تابونی
تابونی (روسی: Табуны یک منطقهٔ مسکونی در روسیه است که در سرزمین آلتای واقع شده‌است.